# Sjundeå svenska skola
Sjundeå svenska skola är den svenskspråkiga skolan i Sjundeå kommun i Finland. I skolan finns årskurserna 1–6. Efter årskurs 6 fortsätter de svenskspråkiga eleverna sin skolgång i Källhagens skola i Virkby eller i Winellska skolan i Kyrkslätt. Sjundeå svenska skola ligger i kommunens centrum vid Sjundeå station. Skolan grundades år 1970 och samtidigt ersatte skolan alla byskolor som ännu fanns i kommunen.
Sjundeå svenska skola byggdes till för första gången år 1986 och fick sin andra tillbyggnad i november 2003. Den svenska förskolan flyttade också in i skolans lokaler hösten 2013. År 2022 flyttade skolan till Bildningscampuset Sjundeå Hjärta tillsammans med den finska skolan Aleksis Kiven koulu och Sjundeå kommunbibliotek. När läsåret 2021–2022 inleddes hade skolan 167 elever.
Vid skolan finns föräldraföreningen Hem och Skola i Sjundeå. Sjundeå svenska skolas rektor är Katarina Lodenius.